# Joseph Tiefenthaler
Joseph Tiefenthaler (também "Tieffenthaler" ou "Tieffentaller"; Bolzano, 27 de agosto de 1710 – Lucknow, 5 de julho de 1785) foi um missionário jesuíta que foi um dos primeiros a descrever a geografia da Índia. Após a Supressão da Companhia de Jesus permaneceu na Índia.

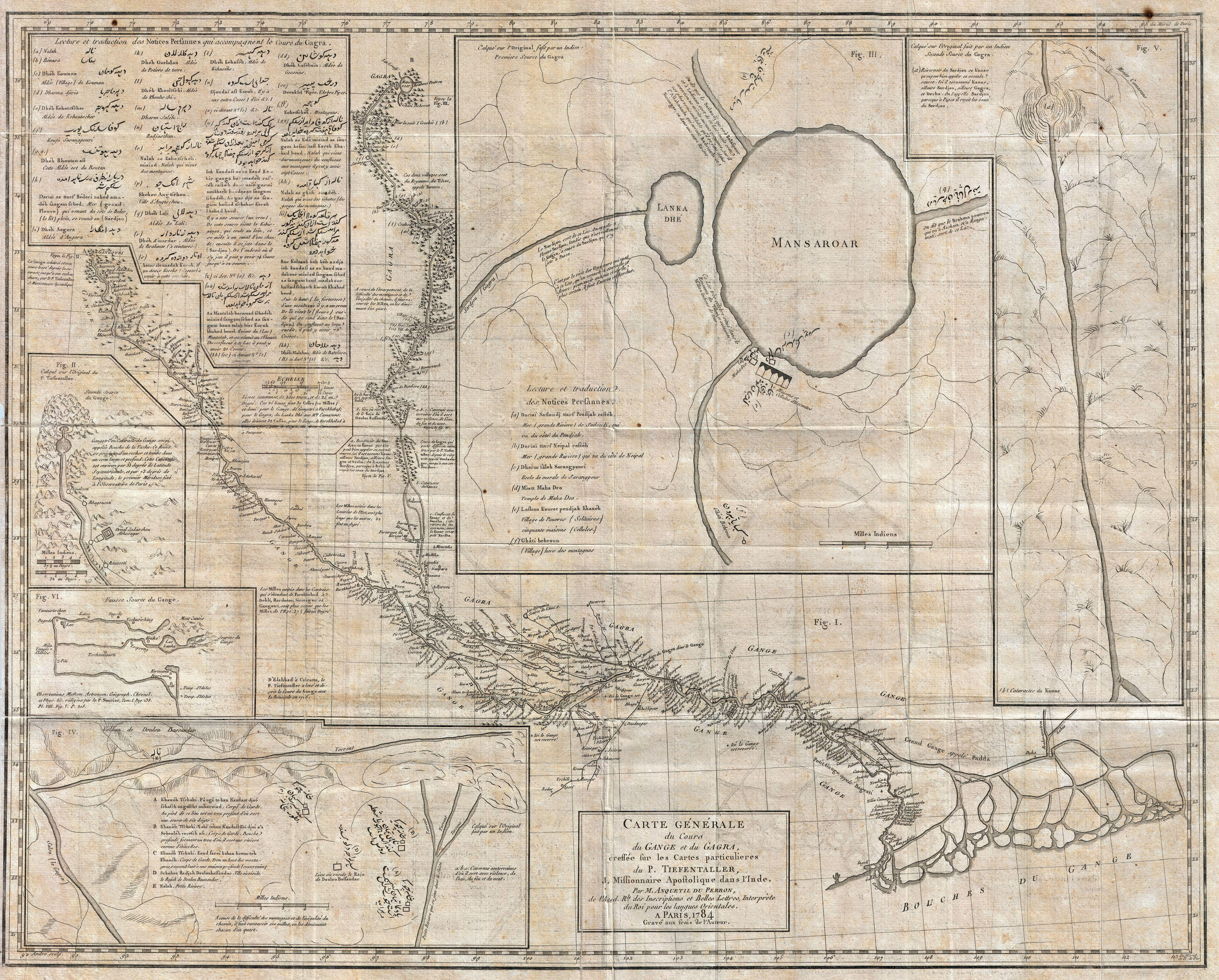
Mapa de Tiefenthaler com os rios Ganges e Gagara, 1784

## Obras
- Descriptio Indiæ
- Cursus Gangæ fluvi Indiæ maximi, inde Priaga seu Elahbado Calcuttam usque ope acus magneticæ exploratus atque litteris mandatus a J. T. S. J.
- „Des Pater Joseph Tieffenthalers d. Ges. Jesu. und apost. Missionarius in Indien historisch-geographische Beschreibung von Hindustan ...“ (3 vol., quarto, Berlin, Gotha, 1785–87).